# Otto Landsberg

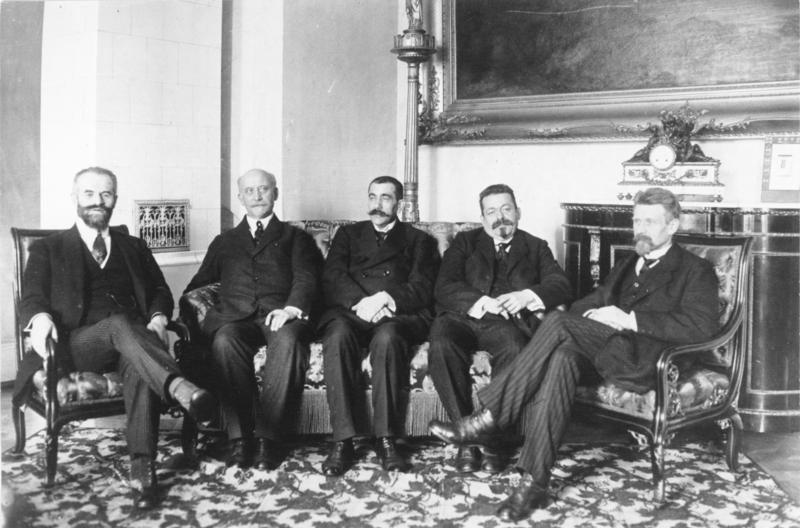
Rada Pełnomocników Ludowych, Otto Landsberg pierwszy z lewej, grudzień 1918

Otto Landsberg (ur. 4 grudnia 1869 w Rybniku, zm. 9 grudnia 1957 w Baarn w Holandii) – niemiecki polityk żydowskiego pochodzenia, minister sprawiedliwości w pierwszym, demokratycznie wybranym, rządzie Republiki Weimarskiej, negocjator traktatu wersalskiego, jako jedyny ze strony niemieckiej nie złożył podpisu pod „dyktatem”.

## Życiorys
Absolwent Królewskiego Gimnazjum w Ostrowie i Wydziału Prawa na Uniwersytecie w Berlinie. Początkowo pracował jako referendarz, m.in. w Ostrowie i w Poznaniu. W 1895 roku zdał egzamin asesorski, po czym rozpoczął praktykę adwokacką w Magdeburgu.
W 1890 wstąpił do Socjaldemokratycznej Partii Niemiec (SPD). W latach 1903–1909 sprawował mandat radnego Magdeburga. W 1907 kandydował, bez rezultatu, do Reichstagu z okręgu Schwarzburg-Sondershausen. W 1912 uzyskał mandat posła z okręgu Magdeburg. Reprezentował prawe skrzydło SPD. Lojalny wobec cesarza Wilhelma II, jako jedyny poseł socjalistyczny nie opuścił, w maju 1912, sali posiedzeń Reichstagu, gdy wznoszono tam toast za cesarza, czym naraził się władzom swojej partii. Jego pozycja uległa wzmocnieniu po odejściu z SPD jej lewego, rewolucyjnego skrzydła. W 1918 został członkiem zarządu frakcji SPD. Jako poseł sprzeciwiał się postulatom rewolucyjnym, był zwolennikiem rozwiązywania problemów wewnątrzpaństwowych metodami parlamentarnymi, opowiadał się za demokratyzacją prawa niemieckiego, wprowadzeniem proporcjonalnej ordynacji wyborczej, przyznaniem praw wyborczych kobietom.
Po abdykacji cesarza władzę w Niemczech przejęła sześcioosobowa Rada Pełnomocników Ludowych (Rat der Volksbeauftragten), której członkiem, z ramienia SPD, został Otto Landsberg. Pełnił funkcję komisarza ludowego do spraw prasy i informacji. Wówczas opowiadał się za rozprawieniem się ze skrajnie rewolucyjnymi siłami w państwie.
W 1919 został wybrany z okręgu magdeburskiego posłem do Zgromadzenia Narodowego. W tym samym roku objął stanowisko, najpierw sekretarza stanu w Ministerstwie Sprawiedliwości, potem ministra sprawiedliwości Rzeszy w pierwszym demokratycznie wybranym rządzie niemieckim (premierem był wówczas kolega partyjny Landsberga – Philipp Scheidemann).
Został członkiem komisji negocjującej z ramienia Niemiec traktat wersalski. Protestując przeciw „dyktatowi”, jako jedyny ze swego kraju, nie złożył podpisu pod ostateczną wersją dokumentu. Ponadto, demonstracyjnie ustąpił ze stanowiska ministra sprawiedliwości Rzeszy, a podczas głosowania w niemieckim parlamencie był za odrzuceniem traktatu. W latach 1920–1923 stał na czele misji poselstwa niemieckiego w Brukseli, jednak pomimo podejmowanych przezeń działań dyplomatycznych wojska francuskie i belgijskie zajęły Nadrenię (za niewypłacenie przez Niemcy wszystkich reparacji zasądzonych traktatem).
W 1924 ponownie podjął pracę adwokata. W latach 1924–1933 był posłem do Reichstagu. Został ekspertem ds. prawa w SPD oraz reprezentantem prawnym Rządu Pruskiego. Jako poseł opowiadał się przeciwko amnestii dla sprawców morderstw kapturowych, dokonywanych w Niemczech podczas rewolucji, krytykował wynaturzenia niemieckiego życia politycznego, prowadził też działalność publicystyczną. W 1925 był rzecznikiem sądzonego byłego prezydenta Rzeszy Friedricha Eberta.
W 1933, po delegalizacji SPD, został, jako przeciwnik Adolfa Hitlera i Żyd, zmuszony do wyjazdu. W 1938 pozbawiono go obywatelstwa niemieckiego. II wojnę światową spędził, ukrywany przez przyjaciół, w Holandii. Po wojnie pozostał w Holandii, współpracując już tylko okazyjnie z Neuer Vorwärts – organem SPD.